# Balatigui
Balatigui ou Ballatigui est le titre que portent le gardien du Sosso Bala.

## Étymologie
Le terme Balatigui signifie le maitre du Balafon.

## Désignation et charge
Ce titre est héréditaire et réservé à la famille Dokala Kouyaté.

## Liste des détenteurs du titre

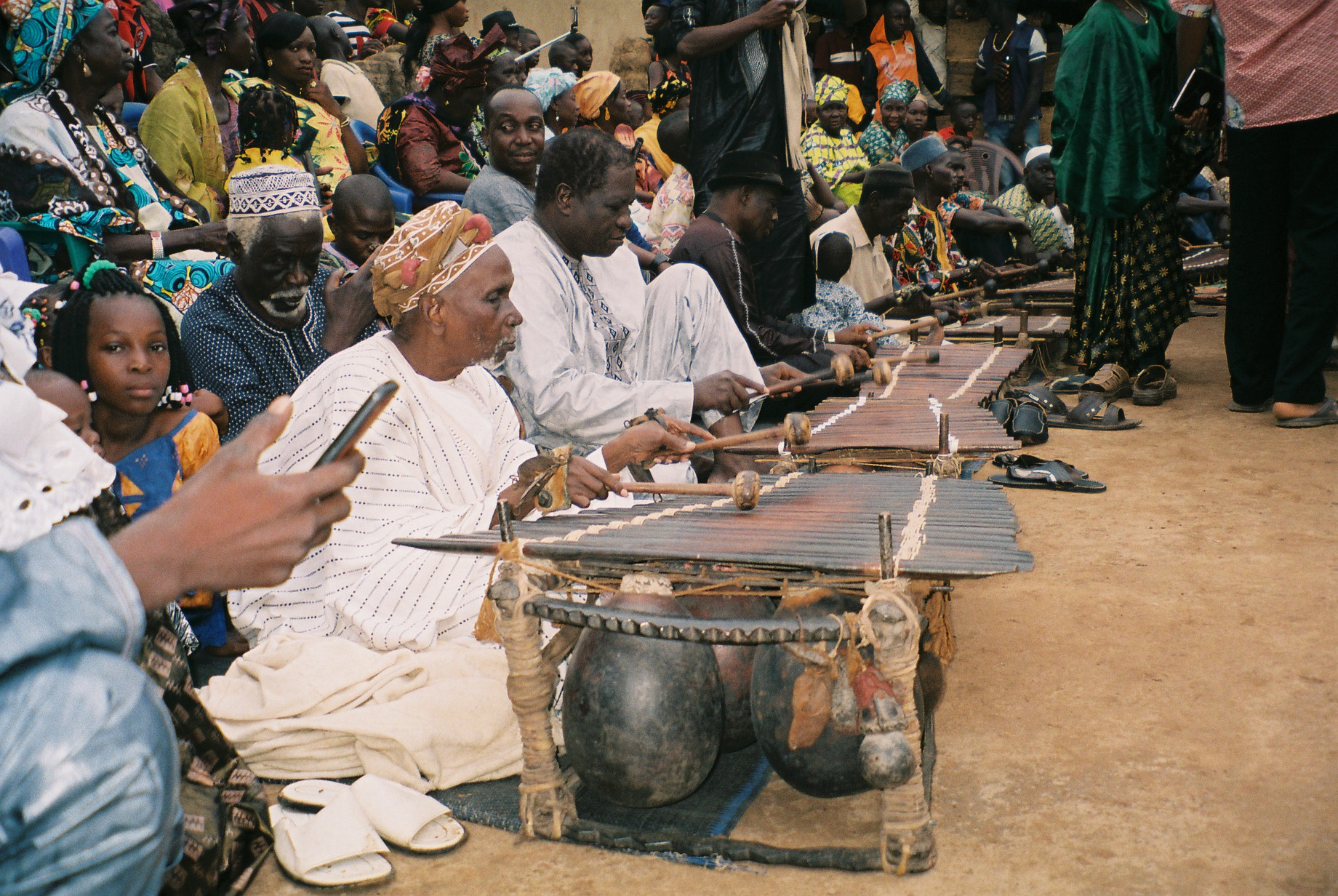
Balatigui entre 1991 et 2021

| N° | Nom et prénoms              | Début          | Fin             |
| -- | --------------------------- | -------------- | --------------- |
| 01 | Fadjimba Kouyaté            |                | 1991            |
| 02 | Elhadj Filani Sékou Kouyaté | 1991           | 26 février 2022 |
| 03 | Siriman Dokala Kouyaté      | 9 juillet 2022 | En cours        |